# قانون اساسی کره جنوبی

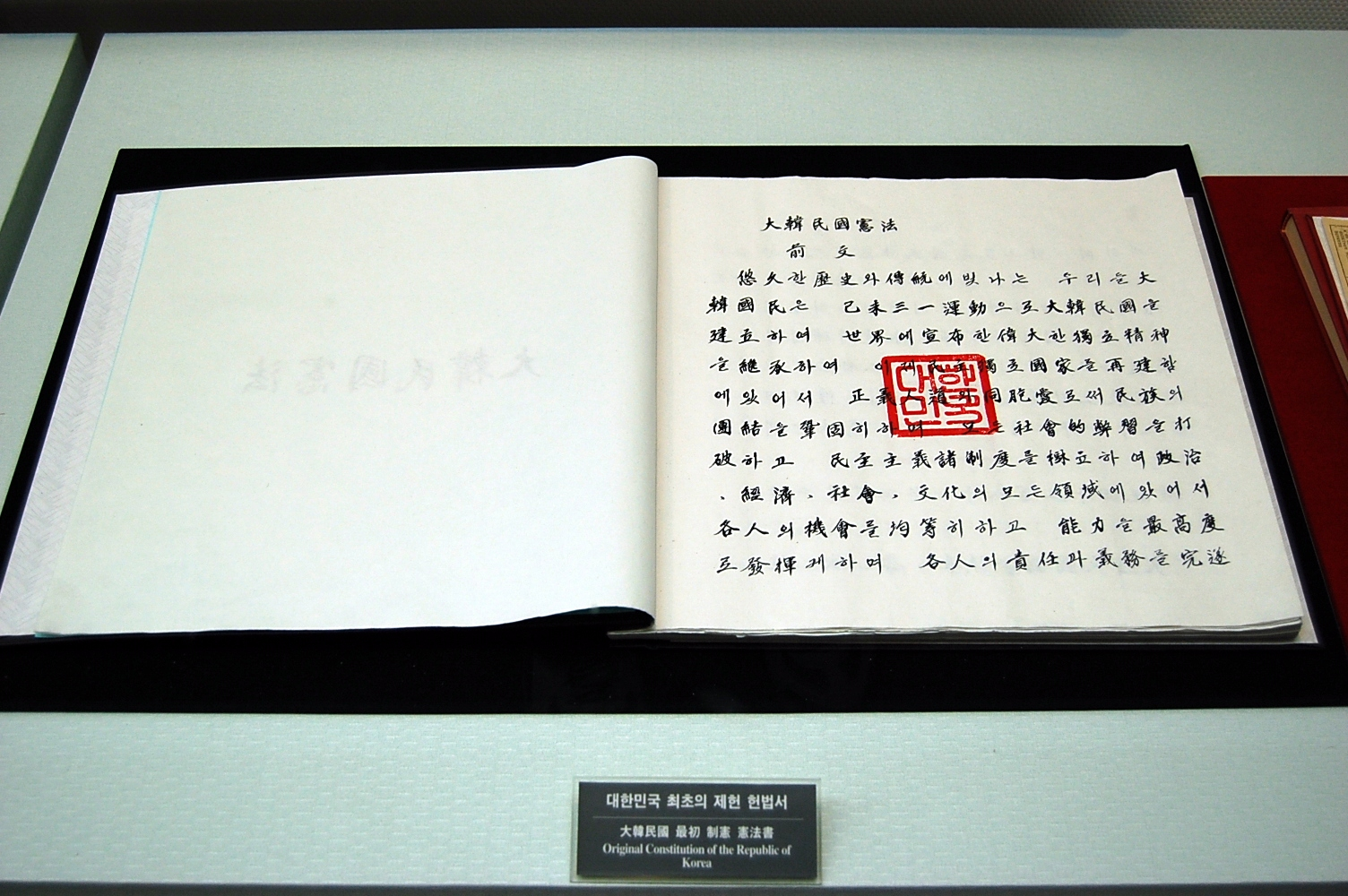
اولین نسخه از قانون اساسی جمهوری کره

قانون اساسی کره جنوبی یا قانون اساسی جمهوری کره (به هانگول: 대한민국 헌법،  به هانجا: 大韓民國憲法)، مهمترین قانون کشور کره جنوبی است. این قانون در ۱۷ ژوئیه سال ۱۹۴۸ به تصویب رسید و در ۲۹ اکتبر ۱۹۸۷ آخرین تجدید نظر در آن انجام شد. این قانون اساسی از ۱۳۰ اصل و ۶ اصل متمم تشکیل شده است.

## بیوند به بیرون
- قانون اساسی کشور کره جنوبی بایگانی انجمن ایرانی مطالعات جهان